# Irena Grajewska
Irena Grajewska (ur. 7 czerwca 1918 w Taganrogu, zm. 29 grudnia 1982 w Łodzi) – polska historyczka prawa, profesorka Uniwersytetu Łódzkiego.

## Życiorys
Ukończyła studia prawnicze na Uniwersytecie Łódzkim; od 1946 pracowała na tej uczelni, kolejno w Katedrze Prawa Rzymskiego (do 1953), Katedrze Prawa Państwowego (1953–1970), Zakładzie Prawa Państwowego (od 1977). W latach 1967–1968 kierowała Studium Nauk Politycznych Uniwersytetu. W 1958 uzyskała stopień kandydata nauk prawnych (doktorat) na podstawie rozprawy pt. Koncepcje prawnoustrojowe Komuny Paryskiej 1871 r. Habilitowała się w 1964 (praca Zagadnienie odpowiedzialności posła wobec wyborców), od 1965 była docentem, od 1974 – profesorem nadzwyczajnym. Po 1977 zatrudniona była w niepełnym wymiarze godzin.
Jej zainteresowania naukowe obejmowały przede wszystkim historię prawa państwowego, w nurt tych badań wpisywały się prace dotyczące Komuny Paryskiej (m.in. książka Komuna Paryska 1871 r. – zagadnienie władzy ludu, wydanie drugie rozszerzone 1971). Zajmowała się także polskim prawem feudalnym, zagadnieniem politycznej reprezentacji oraz zagranicznymi ustrojami, szczególnie V Republiki Francuskiej.
Pochowana na cmentarzu komunalnym Doły w Łodzi. Jej wnuczką jest Hanna Gill-Piątek, posłanka na Sejm RP IX kadencji.